# Word Up!
Word Up! ist ein Lied von Cameo aus dem Jahr 1986, das von Larry Blackmon und Tomi Jenkins geschrieben wurde und auf dem gleichnamigen Album erschien.
Bei dem Titel handelt es sich um eine umgangssprachliche Phrase, die der Bestätigung des Gesagten dient. Im Deutschen kommen dem Ausdrücke wie „Weißt du!“ oder „Ich sag's dir!“ nahe.

## Geschichte
Word Up! wurde am 27. Mai 1986 veröffentlicht und in Neuseeland ein Nummer-eins-Hit. In der Episode Das Kreuz mit den Worträtseln aus Die Simpsons konnte man den Song hören. Ebenso fand der Hit seine Verwendung in einer Axe-Werbung und im Film Johnny English – Jetzt erst recht!

## Musikvideo
Im Musikvideo bietet Cameo mit Backgroundtänzern eine Choreografie dar. Der Kriminalkommissar im Video wurde von LeVar Burton gespielt.

## Rezeption

### Chartplatzierungen
| ChartsChartplatzierungen       | Höchstplatzierung | Wochen |
| ------------------------------ | ----------------- | ------ |
| Deutschland (GfK)              | 3 (18 Wo.)        | 18     |
| Österreich (Ö3)                | 10 (16 Wo.)       | 16     |
| Schweiz (IFPI)                 | 13 (9 Wo.)        | 9      |
| Vereinigte Staaten (Billboard) | 6 (21 Wo.)        | 21     |
| Vereinigtes Königreich (OCC)   | 3 (17 Wo.)        | 17     |

| ChartsJahrescharts (1987)      | Platzierung |
| ------------------------------ | ----------- |
| Vereinigte Staaten (Billboard) | 68          |

| ChartsJahrescharts (1987) | Platzierung |
| ------------------------- | ----------- |
| Deutschland (GfK)         | 67          |

### Auszeichnungen für Musikverkäufe
| Land/Region                  | Auszeichnungen für Musikverkäufe (Land/Region, Auszeichnung, Verkäufe) | Verkäufe |
| ---------------------------- | ---------------------------------------------------------------------- | -------- |
| Kanada (MC)                  | Gold                                                                   | 50.000   |
| Vereinigtes Königreich (BPI) | Gold                                                                   | 400.000  |
| Insgesamt                    | 2× Gold ·                                                              | 450.000  |

## Coverversionen
- 1994: Gun
- 1999: Melanie G
- 2001: Die Quietschboys (Haut ab)
- 2004: Krauthobel (Hau ab)
- 2004: Korn
- 2005: The BossHoss
- 2006: Eläkeläiset (Humppa Raikaa)
- 2007: Jan Delay (Türlich, Türlich / Word Up)
- 2014: Little Mix